# Tension (film)
Pour les articles homonymes, voir Tension.
Pour plus de détails, voir Fiche technique et Distribution.
Tension est un film américain réalisé par John Berry, sorti en 1949.

## Synopsis
Warren Quimby, pharmacien doux et calme, est marié avec Claire qui le trompe dès qu'elle peut. Un jour, Claire fait ses valises et emménage chez Barney Deager, dernier amant en date. Warren se rend chez Deager pour récupérer sa femme mais se fait tabasser. Il décide alors de tuer Deager sous une fausse identité inventée de toutes pièces : Paul Sothern. Mais lorsqu'il est sur le point de le tuer, il renonce et part. Le lendemain, Claire rentre et lui annonce que Deager est mort.

## Fiche technique
- Titre : Tension
- Réalisation : John Berry
- Scénario : Allen Rivkin d'après une histoire de John D. Klorer
- Direction artistique : Cedric Gibbons et Leonid Vasian
- Photographie : Harry Stradling Sr.
- Décors : Edwin B. Willis
- Montage : Albert Akst
- Musique : André Previn
- Production : Robert Sisk (en)
- Société de production : Metro-Goldwyn-Mayer
- Sociétés de distribution : Metro-Goldwyn-Mayer, Warner Home Video (DVD)
- Pays d'origine : États-Unis
- Langue originale : Anglais
- Format : Noir et blanc - 1,37:1 - Format 35 mm - Son : Mono
- Budget : 682 000 dollars (629 462 euros)
- Genre : Policier, Noir
- Durée : 95 min
- Dates de sortie : 
  - États-Unis : 1er décembre 1949
  - Canada : 19 décembre 1949
  - États-Unis : 1er août 1952

## Distribution
- Richard Basehart : Warren Quimby
- Audrey Totter : Claire Quimby
- Cyd Charisse : Mary Chanler
- Barry Sullivan : Lt. Collier Bonnabel
- Lloyd Gough : Barney Deager
- Tom D'Andrea : Freddie
- William Conrad : Lieutenant Edgar Gonsales
- Tito Renaldo : Narco

### Non-crédités
- Ray Bennett : Manager du théâtre
- Virginia Brissac : Mme Andrews
- Peter Brocco : Balew
- Steve Carruthers : Journaliste
- Bert Davidson : Journaliste du Press Club Café
- John Gallaudet : Artie
- Theresa Harris : Femme à la pharmacie
- John Indrisano : Propriétaire du boxer
- George Magrill : Policier
- Kitty McHugh : Agnès
- Mike Morelli : Journaliste du Press Club Café
- Stephen Roberts : Ophtalmologue
- Carl Sklover : Journaliste du Press Club Café
- Hayward Soo Hoo : Enfant à la pharmacie
- Arthur Tovey : Journaliste
- Philip Van Zandt : Lieutenant de police Schiavone
- Tommy Walker : Homme au comptoir